# Siciliotas
Los siciliotas (en griego antiguo: Σικελιῶται, romanizado: Sikeliôtai) fueron un pueblo prerromano grecoparlante, que vivía en la parte siciliana de la Magna Grecia. Eran de origen dorio y se establecieron como colonos en Sicilia a partir del siglo VIII a. C. Fueron llamados así por los antiguos griegos para distinguirlos de las poblaciones autóctonas como los sicanos, sículos y élimos.
Inicialmente, los siciliotas se extendieron por las costas orientales y meridionales de la isla, dejando a los demás pueblos el interior. Sucesivamente, y hasta la conquista romana de Sicilia, colonizaron casi completamente la costa siciliana.
Durante la República romana y el Imperio romano, a los siciliotas se los consideraba descendientes de los colonos griegos, lo que los distinguía claramente de los habitantes no griegos del sur de Italia.

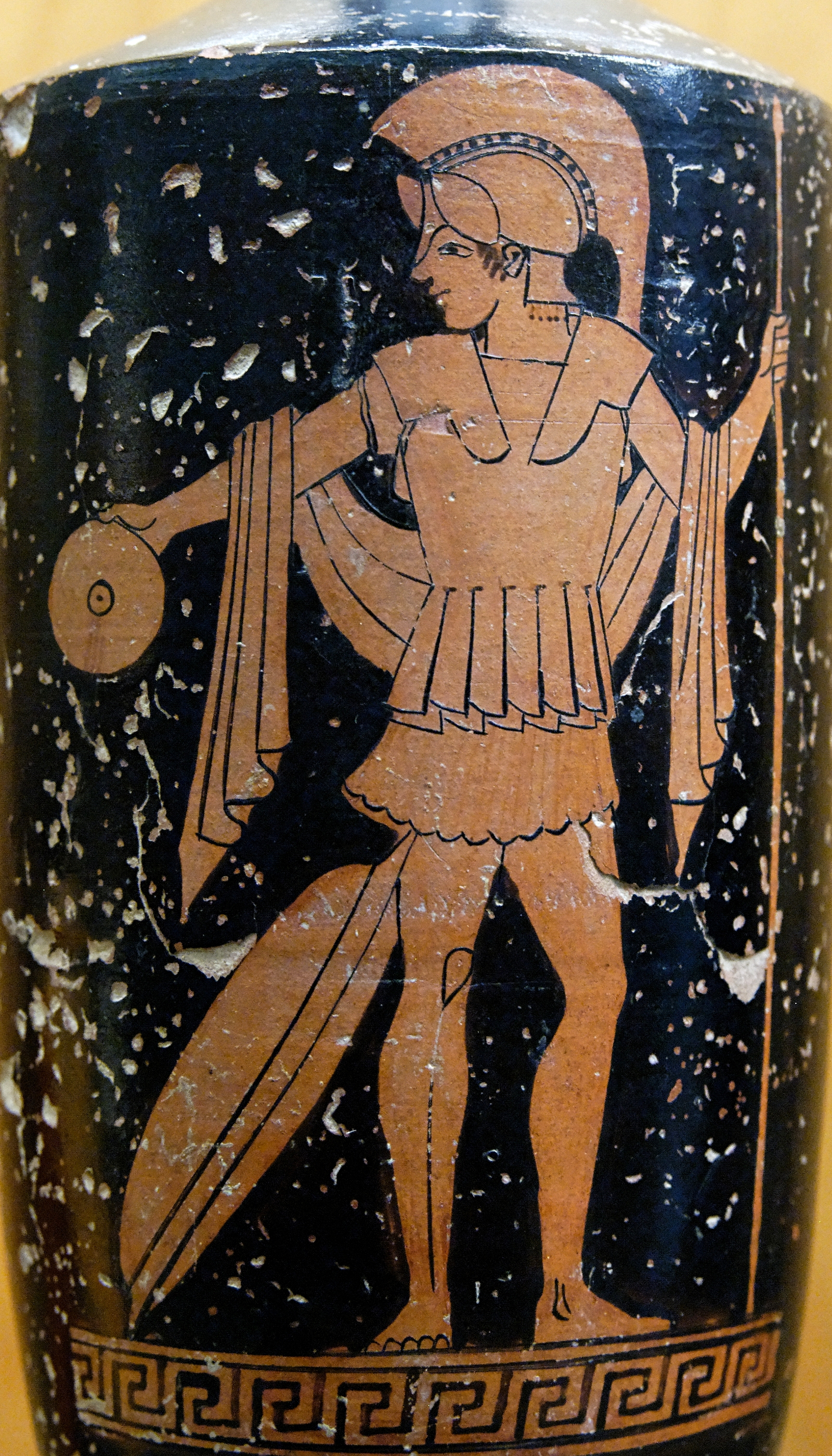
Guerrero siciliota en un vaso de Gela.

El historiador ateniense Tucídides los menciona en varios lugares de su Historia de la guerra del Peloponeso. El capítulo IV.58 intitulado Se pacta un armisticio y los delegados de los siciliotas se reúnen en Gela, trata sobre la tregua a la que llegaron en el año 424 a. C. los habitantes de las polis de Sicilia, con los atenienses que habían invadido la isla. Tucídides recoge el discurso del general siracusano Hermócrates pronunciado ante los embajadores de todos los centros griegos de la isla, en la asamblea celebrada en Gela. Le dedica los capítulos 59 al 64 del Libro IV. El pasaje 64.3, recoge la parte de la alocución en la que dice a los delegados estas palabras: «quienes somos vecinos y habitamos en el mismo país circundado por el mar, llevamos el mismo nombre de siciliotas».
Para Nicola Cusumano el uso del término Sikeliôtai en la obra de Tucídides logra la aceptación historiográfica de los historiadores siguientes, como Jenofonte que distingue entre helenos y siciliotas al hablar de las tropas derrotadas en Agrigento por los cartagineses en el 404 a. C. Al contrario que Hall, Cusumano afirma que Tucídides no señala una distinción entre griegos y no griegos. Además, del pasaje VI.11.4 del discurso del general ateniense Nicias, en el cual se refiere a los griegos de Grecia y a los griegos de Sicilia, concluye que no supone una identidad separada ni una alteridad. Para él, son motivos más étnicos que políticos, concernientes a las polis griegas de Sicilia y no a las indígenas, los que conforman este grupo étnico (ethnos) heleno al que califica de «pseudoétnico».